# Museo Provincial Emilio Bacardí Moreau
El Museo Provincial Emilio Bacardí Moreau, antes denominado Museo Municipal Emilio Bacardí Moreau es un museo situado en Santiago de Cuba, Cuba. Posee más de 23000 bienes patrimoniales. Fundado el 12 de febrero de 1899, es el más antiguo del país.
Tiene como sede un edificio de estilo ecléctico, proyectado por Carlos Segrera, en la calle Pío Rosada, entre las calles Heredia y Aguilera.

## Historia y colección
Fue fundado en 1899 por el empresario y político cubano Emilio Bacardí Moreau. Él y su esposa, Elvira Cape, embarcaron en un viaje al extranjero en 1912, en el que se hicieron con una amplia colección de antigüedades y arte que se expondrían más tarde en el museo, entre ellas, la primera momia y sarcófago que se expondrían en Cuba, provenientes de Egipto. 
Otros objetos de relevancia del el museo incluyen tres máscaras mortuorias de Napoleón, una importante colección de artefactos de la guerra de independencia de Cuba (que pertenecieron a figuras importantes de la guerra como Carlos Manuel de Céspedes, Antonio Maceo, José Martí, Máximo Gómez y Flor Crombet), objetos de la América precolombina, cuadros del alemán Rössler, del italiano Guido Reni, y los españoles Juan Pantoja de la Cruz y Federico de Madrazo, piezas de arte que pertenecieron al Museo del Prado de Madrid y otras obras importantes que representan la era modernista francesa.